# Łążek Ordynacki
Łążek Ordynacki is een plaats in het Poolse district  Janowski, woiwodschap Lublin. De plaats maakt deel uit van de gemeente Janów Lubelski en telt 530 inwoners.